# Trophée mondial de course en montagne 1988
Navigation
1987 1989
Le Trophée mondial de course en montagne 1988 est une compétition de course en montagne qui s'est déroulée le 15 octobre 1988 à Keswick en Cumbria en Angleterre. Il s'agit de la quatrième édition de l'épreuve.

## Résultats
La course junior masculine se déroule sur un parcours de 7,5 km avec 420 m de dénivelé. L'Anglais Geoff Hall prend un départ rapide mais se fait rapidement reprendre par le Suisse Woody Schoch et ses compatriotes Mark Rice et John Taylor. Menant les Anglais, le Suisse s'impose.
La course féminine se déroule sur le même parcours que celui des juniors. La Colombienne Fabiola Rueda assume son rôle de favorite et mène la course de bout en bout pour remporter son deuxième titre. Le podium est complété par Gaby Schütz et Isabelle Guillot. En lutte pour le podium, la favorite locale Carol Haigh perd du terrain en milieu de course et termine à la douzième place. À égalité de points avec l'Italie, la Suisse remporte le classement par équipes grâce à la neuvième place d'Irmgard Steiner face à la dixième place de Maria Cocchetti. L'Écosse complète le podium.
Le parcours court masculin mesure 10,0 km pour 595 km de dénivelé. Revenu en confiance, l'Italien Alfonso Vallicella mène les débats. Suivi dans un premier temps par le Yougslave Franci Teraž, il voit revenir sur lui Hanspeter Näpflin et Wolfgang Münzel tandis que Franci Teraž perd du terrain. Alfonso remporte le titre tandis que Hanspeter et Wolfgang complètent le podium,.
Le parcours long masculin mesure 14,0 km pour 1 185 km de dénivelé. L'Écossais Colin Donnelly prend un départ rapide mais se fait vite rattraper par le trio italien composé de Dino Tadello, Davide Milesi et Luigi Bortoluzzi ainsi que par l'Anglais Rod Pilbeam. Ce dernier parvient à s'immiscer entre les Italiens pour occuper la deuxième place provisoire derrière Dino. Ce dernier file vers la victoire tandis que Davide parvient à doubler Rod au sprint final pour arracher la deuxième place. Avec Luigi Bortoluzzi quatrième, l'Italie domine le classement par équipes. L'Angleterre et la Suisse complètent le podium.

### Seniors

#### Courses individuelles
| Rang               | Athlète           | Pays       | Temps           |
| ------------------ | ----------------- | ---------- | --------------- |
| Médaille d'or      | Dino Tadello      | Italie     | 1 h 8 min 53 s  |
| Médaille d'argent  | Davide Milesi     | Italie     | 1 h 9 min 32 s  |
| Médaille de bronze | Rod Pilbeam       | Angleterre | 1 h 9 min 39 s  |
| 4                  | Luigi Bortoluzzi  | Italie     | 1 h 10 min 12 s |
| 5                  | Colin Donnelly    | Écosse     | 1 h 10 min 25 s |
| 6                  | Georg Lischer     | Suisse     | 1 h 10 min 44 s |
| 7                  | Marc Bovier       | Suisse     | 1 h 11 min 16 s |
| 8                  | Malcolm Patterson | Angleterre | 1 h 11 min 40 s |

| Rang               | Athlète               | Pays           | Temps       |
| ------------------ | --------------------- | -------------- | ----------- |
| Médaille d'or      | Fabiola Rueda         | Colombie       | 38 min 11 s |
| Médaille d'argent  | Gaby Schütz           | Suisse         | 39 min 24 s |
| Médaille de bronze | Isabelle Guillot      | France         | 39 min 30 s |
| 4                  | Giuliana Savaris      | Italie         | 39 min 36 s |
| 5                  | Grazia Mangili        | Italie         | 39 min 39 s |
| 6                  | Angela Carson         | Pays de Galles | 40 min 2 s  |
| 7                  | Patricia Calder       | Écosse         | 40 min 34 s |
| 8                  | Christine Tischhauser | Suisse         | 40 min 42 s |

#### Courses par équipes
| Rang               | Pays                                                                                     | Points |
| ------------------ | ---------------------------------------------------------------------------------------- | ------ |
| Médaille d'or      | Italie Dino Tadello (1er) Davide Milesi (2e) Luigi Bortoluzzi (4e) Privato Pezzoli (10e) | 7      |
| Médaille d'argent  | Angleterre Rod Pilbeam (3e) Malcolm Patterson (8e) Shaun Livesey (14e) Gary Devine (17e) | 25     |
| Médaille de bronze | Suisse Georg Lischer (6e) Marc Bovier (7e) Edi Fässler (15e) Ruedi Bucher (20e)          | 28     |

| Rang               | Pays                                                                                              | Points |
| ------------------ | ------------------------------------------------------------------------------------------------- | ------ |
| Médaille d'or      | Suisse Gaby Schütz (2e) Christine Tischhauser (8e) Irmgard Steiner (9e) Helene Eschler (14e)      | 19     |
| Médaille d'argent  | Italie Giuliana Savaris (4e) Grazia Mangili (5e) Maria Cocchetti (10e) Valentina Bottarelli (16e) | 19     |
| Médaille de bronze | Écosse Patricia Calder (7e) Penny Rother (11e) Joyce Salvona (13e) Barbara Murray (23e)           | 31     |

### Court seniors hommes
| Rang               | Athlète            | Pays                 | Temps       |
| ------------------ | ------------------ | -------------------- | ----------- |
| Médaille d'or      | Alfonso Vallicella | Italie               | 44 min 25 s |
| Médaille d'argent  | Hanspeter Näpflin  | Suisse               | 45 min 0 s  |
| Médaille de bronze | Wolfgang Münzel    | Allemagne de l'Ouest | 45 min 7 s  |
| 4                  | Lucio Fregona      | Italie               | 45 min 15 s |
| 5                  | Robin Bergstrand   | Angleterre           | 45 min 20 s |
| 6                  | Claudio Galeazzi   | Italie               | 45 min 24 s |
| 7                  | Fausto Bonzi       | Italie               | 45 min 36 s |
| 8                  | Franci Teraž       | Yougoslavie          | 45 min 39 s |

### Juniors

#### Courses individuelles
| Rang               | Athlète      | Pays       | Temps       |
| ------------------ | ------------ | ---------- | ----------- |
| Médaille d'or      | Woody Schoch | Suisse     | 34 min 22 s |
| Médaille d'argent  | Mark Rice    | Angleterre | 34 min 34 s |
| Médaille de bronze | John Taylor  | Angleterre | 34 min 41 s |

#### Courses par équipes
| Rang               | Pays                                                                                       | Points |
| ------------------ | ------------------------------------------------------------------------------------------ | ------ |
| Médaille d'or      | Suisse Woody Schoch (1er) Martin Schöpfer (5e) Reto Sutter (6e) Marzell Parpan (8e)        | 12     |
| Médaille d'argent  | Angleterre Mark Rice (2e) John Taylor (3e) Geoff Hall (10e)                                | 15     |
| Médaille de bronze | Italie Fausto Lizzoli (4e) Mario Poletti (7e) Andrea Agostini (9e) Roberto Bonacorsi (11e) | 20     |